# Långviksmon
Långviksmon är en småort (före 2023 tätort) i Björna distrikt (Björna socken) i Örnsköldsviks kommun beläget längs Stambanan genom övre Norrland cirka 50 km norr om Örnsköldsvik. Vid järnvägslinjen låg hållplatsen Långviksmon.

## Befolkningsutveckling
| Befolkningsutvecklingen i Långviksmon 1950–2020 | Befolkningsutvecklingen i Långviksmon 1950–2020 | Befolkningsutvecklingen i Långviksmon 1950–2020 | Befolkningsutvecklingen i Långviksmon 1950–2020 | Befolkningsutvecklingen i Långviksmon 1950–2020 |
| ----------------------------------------------- | ----------------------------------------------- | ----------------------------------------------- | ----------------------------------------------- | ----------------------------------------------- |
|                                                 |                                                 |                                                 |                                                 |                                                 |
| År                                              |                                                 |                                                 | Folkmängd                                       | Areal (ha)                                      |
| 1950                                            | 1950                                            |                                                 | 267                                             |                                                 |
| 1960                                            | 1960                                            |                                                 | 269                                             |                                                 |
| 1965                                            | 1965                                            |                                                 | 294                                             |                                                 |
| 1970                                            | 1970                                            |                                                 | 345                                             |                                                 |
| 1975                                            | 1975                                            |                                                 | 360                                             |                                                 |
| 1980                                            | 1980                                            |                                                 | 340                                             |                                                 |
| 1990                                            | 1990                                            |                                                 | 328                                             | 62                                              |
| 1995                                            | 1995                                            |                                                 | 301                                             | 62                                              |
| 2000                                            | 2000                                            |                                                 | 257                                             | 64                                              |
| 2005                                            | 2005                                            |                                                 | 223                                             | 64                                              |
| 2010                                            | 2010                                            |                                                 | 221                                             | 64                                              |
| 2015                                            | 2015                                            |                                                 | 220                                             | 60                                              |
| 2020                                            | 2020                                            |                                                 | 200                                             | 62                                              |
|                                                 |                                                 |                                                 |                                                 |                                                 |

## Samhället
I samhället finns en lanthandel, lunchrestaurang, second hand affär, gym och frisersalong i en och samma byggnad.
Missionskyrkan i Långviksmon är även en central plats i byn.

## Näringsliv
Här finns AB Strängbetong  som dominerande arbetsplats